# Bell Aircraft
Bell Aircraft Corporation là một nhà sản xuất máy bay của Hoa Kỳ, đã từng chế tạo nhiều loại máy bay chiến đấu trong Chiến tranh thế giới 2, nổi tiếng nhất là chiếc Bell X-1, máy bay đầu tiên vượt qua rào cản âm thanh. Công ty cũng phát triển và sản xuất nhiều trực thăng quân sự và dân sự. Bell cũng phát triển hệ thống Reaction Control System cho tàu không gian trong Chương trình Mercury, máy bay North American X-15, và Bell Rocket Belt. Công ty đã được Textron mua lại vào năm 1960, và tiếp tục tồn tại dưới tên gọi Bell Textron.

## Bibliography
- Pelletier, Alan J. (1992). Bell Aircraft Since 1935 (bằng tiếng Anh). Annapolis, Maryland: Naval Institute Press. ISBN 978-1-55-750056-4. LCCN 91066350. OCLC 25625769. OL 1571584M.[liên kết hỏng]
- August A. Cenkner Jr.: Aerospace Technologies of Bell Aircraft Company : A Pictorial History (1935–1985)